# David Holton
David Holton (* 1946) ist ein britischer Neogräzist und Professor of Modern Greek an der Universität Cambridge.

## Leben
Holton gehört dem Selwyn College und der Faculty of Modern and Medieval Languages der Universität Cambridge an. Er arbeitet sowohl literaturwissenschaftlich zur Gattung des byzantinischen Liebesromans, insbesondere dem Erotokritos, zu frühen Drucken und zur Venetokratie (der Herrschaft des Stadtstaats Venedig über Kreta und Zypern) als auch sprachwissenschaftlich zur Geschichte und gegenwärtigen Struktur des Griechischen.
Zusammen mit Geoffrey Horrocks und unter Beteiligung von Panagiotis Toufexis hat Holton von 2004 bis 2009 das Forschungsprojekt "Grammar of Medieval Greek" an der Universität Cambridge geleitet.

## Schriften (Auswahl)
Monographien und Herausgeberschaften
- David Holton, Tina Lendari, Ulrich Moennig, Peter Vejleskov (Hrsg.): Copyists, Collectors, Redactors and Editors: Manuscripts and Editions of Late Byzantine and Early Modern Greek Literature. Papers given at a Conference held at the Danish Institute at Athens, 23-26 May 2002, in honour of Hans Eideneier and Arnold van Gemert. Herakleio: Πανεπιστημιακές Εκδόσεις Κρήτης, Herakleion 2005, S. 251–273.
- Διήγησις του Αλεξάνδρου. The Tale of Alexander. The Rhymed Version. Critical edition with introduction and commentary. Morfotiko Idryma Ethnikis Trapezis, Athen 2002. (korrigierter und mit einem neuen Nachwort versehener Nachdruck der Ausgabe von 1974)
- Μελέτες για τον Ερωτόκριτο και άλλα νεοελληνικά κείμενα. Kastaniotis, Athen 2001. („Studien zum Erotokritos und zu anderen neugriechischen Texten“)
- (Hrsg.): Literature and society in Renaissance Crete. Cambridge University Press, 1991, ISBN 0-521-32579-X, books.google.de

Grammatiken
- (mit Peter Mackridge, Irene Philippaki-Warburton): Greek. A comprehensive grammar of the modern language. Routledge, London 1997, books.google.de
  - Griechische Übersetzung: Γραμματική της ελληνικής γλώσσας. Übers. Vasilis Spyropoulos. Patakis, Athen 1999.
- (mit Peter Mackridge, Irene Philippaki-Warburton): Greek. An essential grammar of the modern language. Routledge, London 2004.
  - Griechische Übersetzung: Βασική γραμματική της σύγχρονης ελληνικής γλώσσας. Übers. Michalis Georgiafentis. Patakis, Athen 2007.
- Davod Holton, Geoffrey Horrocks, Marjolijne Janssen, Tina Lendari, Io Manolessou, Notis Toufexis, The Cambridge Grammar of Medieval and Early Modern Greek, Cambridge University Press, 2019 CUP Website

Artikel
- Classical Antiquity and Cretan Renaissance Poetry. In: Journal of the Hellenic Diaspora, 27.1-2, 2001, S. 87–101, brynmawr.edu (PDF)